# Hrabstwo Scott (Indiana)
Hrabstwo Scott (ang. Scott County) – hrabstwo w stanie Indiana w Stanach Zjednoczonych.

## Geografia
Według spisu z 2010 roku obszar całkowity hrabstwa obejmuje powierzchnię 192,75 mili2 (499,22 km²), z czego 190,40 mili2 (493,13 km²) stanowią lądy, a 2,35 mili2 (6,09 km²) stanowią wody. Według szacunków United States Census Bureau w roku 2012 miało 23 791 mieszkańców. Jego siedzibą administracyjną jest Scottsburg.

### Miasta
- Austin
- Scottsburg